# Batalla de Agua Santa
La batalla de Agua Santa fue una acción de armas librada el 17 de octubre de 1842, en las cercanías de la ciudad de Pisco, Perú, y que enfrentó a las fuerzas de los generales Juan Crisóstomo Torrico y Juan Francisco de Vidal, en el marco de la anarquía militar que se desató en el Perú tras la muerte del presidente Agustín Gamarra en la batalla de Ingavi. Triunfaron las fuerzas de Vidal, lo que posibilitó que este asumiera la presidencia, aunque de manera efímera.

## Antecedentes
Concluida la guerra con Bolivia con la paz firmada el 7 de junio de 1842, el encargado del Poder Ejecutivo Manuel Menéndez (como presidente del Consejo de Estado) convocó a los colegios de provincias para la elección del Presidente de la República, y de diputados y senadores. Pero ésta no llegó a realizarse. Desde la invasión boliviana las ambiciones de los caudillos se habían agitado y acabaron desembocando en una guerra civil. Dos de estos caudillos eran los más poderosos, al contar bajo su mando con nutridas fuerzas: el general Antonio Gutiérrez de La Fuente, tenía el mando del ejército del Sur, y el general Juan Crisóstomo Torrico, el del Norte. 
Los jefes del ejército del Sur hicieron el primer pronunciamiento en el Cuzco, desconociendo la autoridad legítima de Menéndez y encargando el mando supremo al general Juan Francisco de Vidal, que era el segundo vicepresidente del Consejo de Estado. Los golpistas justificaron su proceder aduciendo que tanto el presidente Menéndez como su primer vicepresidente, Justo Figuerola, estaban bajo influjo de Torrico. Vidal juró desempeñar la presidencia el 12 de agosto, pero el verdadero conductor del alzamiento era el general La Fuente. Por su parte, Torrico en Lima depuso a Menéndez y se proclamó Jefe de la Nación, en atención al estado crítico del país (16 de agosto). Resultaron así dos gobiernos rivales, quedando planteada la guerra civil entre ambos bandos.

## Movimientos preliminares
Pocos días después, el 20 de agosto, Torrico subió a la sierra para emprender campaña contra las fuerzas de La Fuente, que desde el Cuzco avanzaban hacia la capital, junto con el general Vidal. Imaginaba Torrico que sus rivales tomarían la ruta de Ayacucho, pero estando ya en Jauja se enteró de que aquellos se dirigían hacia Ica, al sur de Lima. Torrico sospechó entonces que el enemigo planeaba dirigirse vía marítima hacia Lima, por lo que regresó apresuradamente hacia la capital, y de allí partió hacia Ica. Ambas fuerzas se avistaron en un lugar llamado Agua Santa.

## Escenario
Agua Santa es una quebrada y cerro situados en las lindes de la hacienda Caucato, actualmente en el distrito de San Clemente, provincia de Pisco, departamento de Ica. Son unos terrenos algo pantanosos y relativamente llanos, pese a los mogotes que lo cubren y están cubiertos de grama. Su nombre se debe a que en sus aguas pantanosos se reproducían sanguijuelas, que antiguamente eran utilizados en las curaciones médicas, que el vulgo consideraba milagrosas. La batalla fue divisada por los vecinos de Pisco, desde las torres de las iglesias y los techos de las casas.

## Los ejércitos
Torrico comandaba sus fuerzas secundado por el general Miguel de San Román. Contaba con nueve batallones y cuatro escuadrones de caballería. En total sumaban 4.000 hombres bien equipados, que estaban seguros de obtener el triunfo. 
En el campo de Vidal, si bien La Fuente era el general en jefe, el verdadero director de las operaciones era Domingo Nieto. Apenas llegaban a 3.000 hombres. 

## La batalla
Iniciada la acción, Nieto inició el ataque, primero con sus cazadores y luego con un batallón y dos escuadrones, pero estos tuvieron que replegarse con algún desorden, contribuyendo a que perdieran su alineación por las malas condiciones del terreno. La izquierda de Torrico avanzó demasiado en su persecución, hasta las proximidades de la hacienda Caucato; entonces Nieto ordenó al coronel Fermín del Castillo que atacase por la izquierda, a la derecha de Torrico, a punta de bayonetas, pero Del Castillo observó a su jefe que le estaba mandando atacar con solo un batallón a toda una división. "Llamaré a un sargento", fue la respuesta de Nieto; espoleado su amor propio, Del Castillo atacó y fue tan efectiva su actuación que logró lo que parecía imposible: la derrota del ala derecha de Torrico. Entretanto, Nieto, herido en la cabeza, reorganizó su derecha, y con los elementos que alcanzó a reunir, atacó el ala izquierda de Torrico, que hasta ese momento parecía triunfante. De ese modo la línea de Torrico se vio obligada a ceder el campo, dándose finalmente por derrotada. Torrico y San Román tuvieron que abandonar el campo.
Vidal, que había creído perdida la batalla y ya se retiraba a Ica, se entusiasmó ante la noticia del triunfo, y ascendió a Nieto a mariscal, y a Fermín del Castillo a general de brigada. Generosamente, Vidal no hizo prisioneros y a los jefes derrotados los dejó en libertad para permanecer en el ejército o retirarse.

## Consecuencias
Torrico y San Román se dirigieron a Chile, en tanto que Vidal entró triunfante a Lima y ocupó la presidencia de la República, el 20 de octubre de 1842, en desmedro de quienes legítimamente les correspondía el poder: Manuel Menéndez y Justo Figuerola, como presidente y primer vicepresidente del Consejo de Estado, respectivamente. La guerra civil no tardaría en reanudarse.